# دیر الفردیس
دیر الفردیس (به عربی: دیر الفردیس) یک روستا در سوریه است که در ناحیه حربنفسه واقع شده‌است. دیر الفردیس ۵٬۸۹۰ نفر جمعیت دارد.